# Distúrbio eletrolítico
Eletrólitos tem um papel importante na manutenção da homeostase do organismo. Ajudam a regular a função miocárdica e neurológica, equilíbrio de hídrico, liberação de oxigênio nos tecidos, equilíbrio ácido-básico e muito mais. Distúrbios eletrolíticos podem se desenvolver pelos seguintes mecanismos: ingestão excessiva ou redução na eliminação de um eletrólito, ou redução diminuída ou eliminação excessiva do mesmo. A causa mais comum de distúrbio eletrolítico é a insuficiência renal.
Os distúrbios eletrolíticos mais graves envolvem anormalidades nos níveis de sódio, potássio e/ou cálcio. Outros desequilíbrios de eletrólitos são menos comuns ou graves e ocorrem freqüentemente em conjunto com os anteriores. A abuso crônico de laxantes ou diarreia e vômitos severos podem levar a distúrbios eletrolíticos graves, em associação com desidratação (distúrbio hidroeletrolítico). Portadores de bulimia ou anorexia tem maior risco de desenvolvimento de desequilíbrios eletrolíticos.

## Nomenclatura
Há uma nomenclatura científica padrão para a base de  distúrbios eletrolíticos:
1. O nome começa com um prefixo denotando se o eletrólito está anormalmente elevado ("hiper-") ou reduzido ("hipo-");
2. A palavra raiz é o nome do eletrólito em latim, ou seu equivalente na língua em questão;
3. O nome termina com o sufixo "-emia," que significa "no sangue"; isto não significa que o distúrbio esteja limitado ao sangue, mas como o diagnóstico geralmente é feito através de análise sanguínea, desenvolveu-se esta convenção;

Por exemplo, a elevação do potássio no sangue é também chamada "hipercalemia", do nome em latim para o potássio, "kalatino".

## Tabela de distúrbios eletrolíticos comuns
| Eletrólito  | Fórmula iônica | Elevação            | Redução            |
| ----------- | -------------- | ------------------- | ------------------ |
| Sódio       | Na+            | hipernatremia       | hiponatremia       |
| Potássio    | K+             | hiperpotassemia     | hipopotassemia     |
| Cálcio      | Ca2+           | hipercalcemia       | hipocalcemia       |
| Magnésio    | Mg2+           | hipermagnesemia     | hipomagnesemia     |
| Cloro       | Cl-            | hipercloremia       | hipocloremia       |
| Fosfato     | PO43-          | hiperfosfatemia     | hipofosfatemia     |
| Bicarbonato | HCO3-          | hiperbicarbonatemia | hipobicarbonatemia |